# Program velikih opservatorija
Serija satelita velikih opservatorija agencije NASA obuhvata četiri velika, moćna svemirska astronomska teleskopa lansirana između 1990. i 2003. Oni su izgrađeni pomoću različitih tehnologija za ispitivanje određenih talasnih dužina/energetskih područja elektromagnetnog spektra: gama zraka, X-zraka, vidljive i ultraljubičaste i infracrvene svetlosti. Dva od tih teleskopa su i dalje u upotrebi 2020-te godine.

## Velike opservatorije
- Teleskop Habl (engl. Hubble Space Telescope - HST) prvenstveno posmatra vidljivu i blisko ultraljubičastu svetlost. On je lansiran je 1990. godine pomoću svemirske letilice Spejs-šatl Diskaveri tokom leta STS-31. Godine 1997, servisna misija STS-82 dodala je opremu za blisko infracrveni opseg, a 2009. godine misija STS-125 popravila je teleskop i produžila mu predviđeni radni vek.
- Komptonova gama-zračna opservatorija prvenstveno posmatra gama zrake, mada je opseg njene primene proširen i na tvrde rendgenske zrake (iznad 5–10 KeV). Ona je lansirana 1991. godine pomoću spejs-šatla Atlantis tokom leta STS-37, a orbita je obustavljena 2000. godine nakon što je otkazao jedan od žiroskopa.
- Čandra X-zračna opservatorija prvenstveno posmatra mekane rendgenske zrake. Ona je lansirana 1999. godine na Kolumbiji tokom leta STS-93 u visoku eliptičnu orbitu Zemlje. U početku je nazvana Napredna astronomska rentgenska instalacija.
- Svemirski teleskop Spicer (engl. Spitzer Space Telescope - SST) je posmatrao infracrveni spektar. On je lansiran je 2003. godine raketom Delta  u Zemljinu prateću solarnu orbitu. Iscrpljivanje tečnog helijumskog rashladnog sredstva u 2009. godini smanjilo je njegovu funkcionalnost. Preotala su samo dva funkcionalna modula za slikanje na kratkim talasima. Ovaj teleskop se više ne koristi i stavljen u bezbedni režim 30. januara 2020.

Teleskop Habl i Čandra X-zračna opservatorija nastavljaju sa radom prema podacima iz rane 2020-te godine.
Habl je originalno trebalo da bude povraćen i vraćen na Zemlju pomoću spejs-šatla, ali je plan povraćaja kasnije napušten. Dana 31. oktobra 2006, NASA-in administrator Majkl D. Grifin je odobrio finalnu misiju obnove ovog teleskopa. Jedanaestodnevna misija STS-125 spejs-šatla Atlantis, lansirana je 11. maja 2009. godine. Time su instalirane sveže baterije, zamenjeni svi žiroskopi, zamenjen je komandni računar, popravljeno je nekoliko instrumenata i instalirana je kamera širokog polja 3 i spektrograf kosmičkog porekla.
Jedan od tri žiroskopa na Komptonovoj rendgenskoj opservatoriji se pokvario u decembru 1999. Iako je opservatorija bila u potpunosti funkcionalna sa dva žiroskopa, NASA je procenila da bi kvar još jednog žiroskopa doveo do nemogućnosti upravljanja satelitom tokom njegovog eventualnog povratka na zemlju zbog gubljenja orbite. NASA je stoga donala odluku da preventivno deorbitira Kompton 4. juna 2000. Delovi koji su preživeli ponovni ulazak pali su u Tihi okean.
Spicer je bio jedina od velikih opservatorija koju spejs-šatle nije lansirao. Prvobitno je bilo predviđeno da se tako lansira, ali je nakon katastrofe Čalengera, gornji segment rakete Kentaur LH2/LOX koji bi bio neophodan da se satalit potisne u heliocentričnu orbitu zabranjen za upotrebu sa šatlom. Rakete Titan i Atlas otkazane su zbog troškova. Nakon redizajna i smanjenja težine, ovaj teleskop je umesto toga lansiran raketom Delta . Pre lansiranja on je nazvan Svemirska infracrvena teleskopska instalacija.

## Literatura
- Strolger, Louis-Gregory; Rose, Susan, ур. (januar 2017). „Hubble Space Telescope Call for Proposals for Cycle 25” (PDF). Space Telescope Science Institute. Архивирано из оригинала (PDF) 27. 5. 2008. г. Приступљено 16. 4. 2008.
- Rose, Susan, ур. (januar 2017). „Hubble Space Telescope Primer for Cycle 25” (PDF). Space Telescope Science Institute. Приступљено 7. 9. 2019.
- Allen, Lew; Angel, Roger; Mangus, John D.; Rodney, George A.;  . (novembar 1990). „The Hubble Space Telescope Optical Systems Failure Report”. NASA Sti/Recon Technical Report N. NASA. 91: 12437. Bibcode:1990STIN...9112437. NASA TM-103443. The definitive report on the error in the Hubble mirror.
- Dunar, Andrew J.; Waring, Stephen P. (1999). „The Hubble Space Telescope” (PDF). Power to Explore: History of Marshall Space Flight Center 1960–1990. NASA. ISBN 978-0-16-058992-8. Архивирано из оригинала (PDF) 12. 6. 2003. г. Covers the development of the telescope.
- Logsdon, John M.; Snyder, Amy Paige; Launius, Roger D.; Garber, Stephen J.; Newport, Regan Anne, ур. (2001). Exploring the Unknown: Selected Documents in the History of the U.S. Civil Space Program. Volume V: Exploring the Cosmos. NASA History Series. NASA. ISBN 978-0-16-061774-4. NASA SP-2001-4407. Contains many of the primary documents such as Spitzer's 1946 article, the Wood's Hole report on STScI autonomy, and the ESA memorandum of understanding. Also includes other NASA astronomy programs.
- Spitzer, Lyman S. (mart 1979). „History of the Space Telescope”. Quarterly Journal of the Royal Astronomical Society. 20: 29—36. Bibcode:1979QJRAS..20...29S. Covers the early history of precursors and proposals.
- Tatarewicz, Joseph N. (1998). „The Hubble Space Telescope Servicing Mission”.  Ур.: Mack, Pamela E. From Engineering Science to Big Science. NASA History Series. NASA. ISBN 978-0-16-049640-0. NASA SP-1998-4219. A detailed account of the first servicing mission.
- Bahcall, John N.; Barish, Barry C.; Hewitt, Jacqueline N.; McKee, Christopher F.;  . (avgust 2003). „Report of the HST-JWST Transition Panel” (PDF). NASA.
- Pearce, Rohan (29. 3. 2012). „What went wrong with the Hubble Space Telescope (and what managers can learn from it)”. Techworld. Приступљено 30. 3. 2012.
- Zimmerman, Robert F. (2010). The Universe in a Mirror: The Saga of the Hubble Space Telescope and the Visionaries Who Built It. Princeton University Press. ISBN 978-0-691-14635-5.
- Griffiths, R. E.; Ptak, A.; Feigelson, E. D.; Garmire, G.; Townsley, L.; Brandt, W. N.; Sambruna, R.; Bregman, J. N. (2000). „Hot plasma and black hole binaries in starburst galaxy M82”. Science. 290 (5495): 1325—1328. Bibcode:2000Sci...290.1325G. PMID 11082054. doi:10.1126/science.290.5495.1325.
- Pavlov, G. G.; Zavlin, V. E.; Aschenbach, B.; Trumper, J.; Sanwal, D. (2000). „The Compact Central Object in Cassiopeia A: A Neutron Star with Hot Polar Caps or a Black Hole?”. The Astrophysical Journal. 531 (1): L53—L56. Bibcode:2000ApJ...531L..53P. PMID 10673413. arXiv:astro-ph/9912024 . doi:10.1086/312521.
- Piro, L.; Garmire, G.; Garcia, M.; Stratta, G.; Costa, E.; Feroci, M.; Meszaros, P.; Vietri, M.; Bradt, H.;  . (2000). „Observation of X-ray lines from a gamma-ray burst (GRB991216): evidence of moving ejecta from the progenitor”. Science. 290 (5493): 955—958. Bibcode:2000Sci...290..955P. PMID 11062121. arXiv:astro-ph/0011337 . doi:10.1126/science.290.5493.955.
- Weisskopf, M. C.; Hester, J. J.; Tennant, A. F.; Elsner, R. F.; Schulz, N. S.; Marshall, H. L.; Karovska, M.; Nichols, J. S.; Swartz, D. A.;  . (2000). „Discovery of Spatial and Spectral Structure in the X-Ray Emission from the Crab Nebula”. The Astrophysical Journal. 536 (2): L81—L84. Bibcode:2000ApJ...536L..81W. PMID 10859123. arXiv:astro-ph/0003216 . doi:10.1086/312733.
- Baganoff, F. K.; Bautz, M. W.; Brandt, W. N.; Chartas, G.; Feigelson, E. D.; Garmire, G. P.; Maeda, Y.; Morris, M.; Ricker, G. R.;  . (2001). „Rapid X-ray flaring from the direction of the supermassive black hole at the Galactic Centre”. Nature. 413 (6851): 45—48. Bibcode:2001Natur.413...45B. PMID 11544519. arXiv:astro-ph/0109367 . doi:10.1038/35092510.
- Kastner, J. H.; Richmond, M.; Grosso, N.; Weintraub, D. A.; Simon, T.; Frank, A.; Hamaguchi, K.; Ozawa, H.; Henden, A. (2004). „An X-ray outburst from the rapidly accreting young star that illuminates McNeil's nebula”. Nature. 430 (6998): 429—431. Bibcode:2004Natur.430..429K. PMID 15269761. arXiv:astro-ph/0408332 . doi:10.1038/nature02747.
- Swartz, Douglas A.; Wolk, Scott J.; Fruscione, Antonella (20. 4. 2010). „Chandra's first decade of discovery”. Proceedings of the National Academy of Sciences of the United States of America. 107 (16): 7127—7134. Bibcode:2010PNAS..107.7127S. PMC 2867717 . PMID 20406906. doi:10.1073/pnas.0914464107.
- Carolyn Collins Petersen; John C. Brandt (1998). Hubble vision: further adventures with the Hubble Space Telescope. CUP Archive. стр. 193. ISBN 978-0-521-59291-8.
- Zimmerman, Robert (2008). The universe in a mirror: the saga of the Hubble Telescope and the visionaries who built it. Princeton University Press. стр. 10. ISBN 978-0-691-13297-6.

## Spoljašnje veze
- „Preflight Videos (STS-93)”. NASA. 9. 4. 2002. Архивирано из оригинала 9. 12. 2007. г. Приступљено 27. 11. 2007. „A detailed description of NASA's Great Observatories, including STS-93 primary payload, the Chandra X-ray Observatory. (28K Media Player) (56K Media Player) (28K Real Video) (56K Real Video)”
- Spitzer Space Telescope at NASA.gov
- Spitzer Space Telescope at Caltech.edu
- Spitzer Space Telescope Архивирано на веб-сајту  (7. децембар 2015) by NASA's Solar System Exploration
- GLIMPSE/MIPSGAL image viewer at Alienearths.org
- " Spitzer Space Telescope: Discovering "More Things in the Heavens" with NASA's Spitzer Project Scientist Michael Werner", 'Bridging the Gaps: A Portal for Curious Minds', 2019